# La Grenade entrouverte
La Miougrano entredubèrto (La Grenade entrouverte en français) est un recueil de poésie du félibre Théodore Aubanel paru en 1860. C'est une fresque poétique, typique de la littérature occitane de langue d'oc depuis le Haut Moyen Âge.